# Diphasiastrum carolinum
Diphasiastrum carolinum là một loài thực vật có mạch trong Họ Thạch tùng. Loài này được (Lawalrée) Holub mô tả khoa học đầu tiên năm 1975.